# Церковь Балатлар
Це́рковь Балатла́р или Синопская Церковь Успения Пресвятой Богородицы — развалины церкви в Синопе (Турция), в районе Юсуфоглу. Относится к византийской эпохе. Церковь расположена на площади 3.062 м2, построена около 660 года в форме прямоугольной базилики — возможно, на месте гибели священномученика Фоки. На месте церкви ранее располагалась римская баня, в XI—XIII веках помещение использовалось для хранения зерна, позже в Османской империи вновь передано христианской общине под монастырь. Здание заброшено в 1920-х годах в связи с депортацией греков-христиан («обмен населением» между Турцией и Грецией).

## Археологические раскопки
С 2010 года Университет изобразительных искусств имени Мимара Синана проводит в церкви и на прилегающей площади раскопки, руководит ими профессор Гюльгюн Кёроглу. На северной и южной стенах церкви сохранились фрески византийского времени с изображениями Иисуса, Девы Марии и апостолов. Фрески повреждены временем и вандалами, в настоящее время взяты под защиту.
Раскопки обнаружили многочисленные захоронения византийского времени (более тысячи), а также христианские реликвии — самой известной из которых стал каменный реликварий с фрагментом деревянного креста. Как предполагается, это фрагмент обретённого в Палестине в 325 году креста, на котором был распят Иисус Христос. Этот крест был распилен на несколько фрагментов и хранился в разных церквях. Профессор Кёроглу считает эту находку самой важной на раскопках в Синопе.
Раскопки продолжаются, в 2018 году найдены новые материалы, в том числе относящиеся к V веку постройки и мозаики. В феврале 2019 года церковь Балатлар упомянул в своей программной речи министр культуры и туризма Нури Эрсой: он отметил высокий туристический потенциал археологического памятника, выразил сожаление о том, что Балатлар — единственное место раскопок в Синопе в настоящее время, и призвал местные власти участвовать в национальной программе по расширению археологических исследований (речь идёт о поддержке турецким министерством культуры и туризма 20 круглогодичных экспедиций).